# Harvard Educational Review
A Harvard Educational Review é uma revista acadêmica de opinião e de investigação relacionada com a educação e revisada por pares, sendo associada com a Harvard Graduate School of Education e publicada pelo Harvard Education Publishing Group. A revista foi fundada em 1930.
Desde 1945, as decisões editoriais são tomadas por um conselho editorial autônomo composto por estudantes de graduação. Este grupo de estudantes trabalha em conjunto para publicar edições com uma ampla gama de tópicos e disciplinas.